# Politikåret 1850

## Händelser
- 9 juli – Sedan Zachary Taylor avlidit, tillträder Millard Fillmore som USA:s president.[1]
- 9 september
  - Kalifornien blir delstat i USA.[2]
  - New Mexico-territoriet[3] och Utahterritoriet upprättas i USA.[4]

## Avlidna
- 2 juli – Robert Peel, brittisk politiker, Storbritanniens premiärminister 1834–1835 och 1841–1846.
- 9 juli – Zachary Taylor, amerikansk militär och politiker, USA:s president 1849–1850.

### Fotnoter
1. ↑  ”United States of America” (på engelska). World Statesmen. http://www.worldstatesmen.org/United_States.html. Läst 29 juli 2015.
2. ↑  ”California” (på engelska). World Statesmen. http://www.worldstatesmen.org/US_states_A-D.html#California. Läst 29 juli 2015.
3. ↑  ”New Mexico” (på engelska). World Statesmen. http://www.worldstatesmen.org/US_states_N.html#NM. Läst 29 juli 2015.
4. ↑  ”Utah” (på engelska). World Statesmen. http://www.worldstatesmen.org/US_states_S-U.html#Utah. Läst 29 juli 2015.